# 富内線
富内線（とみうちせん）は、かつて北海道勇払郡鵡川町（現・むかわ町）の鵡川駅から沙流郡日高町の日高町駅までを結んでいた、日本国有鉄道（国鉄）の鉄道路線（地方交通線）。
当初から占冠駅を経由して根室本線金山駅と結ぶ計画があり（詳細は「歴史」節で後述）、一部区間は石勝線として開通したものの、富内線は国鉄再建法の施行により1984年に第2次特定地方交通線に指定され、1986年11月1日に全線が廃止された。

## 路線データ（廃止時）
- 日本国有鉄道
- 区間（営業キロ）：鵡川 - 日高町 82.5km
- 軌間：1067mm
- 駅数：15（起点駅を含む）
- 全線単線
- 電化方式：全線非電化
- 閉塞方式：タブレット閉塞式
  - 交換可能駅：4（旭岡、穂別、富内、振内）
- 簡易委託駅：春日、旭岡、栄、豊田、富内

### 休止区間
- 沼ノ端 - 豊城 24.1km - 1943年11月1日休止

## 運行形態
一部の列車を除き、日高本線を経由して苫小牧駅まで直通していた。廃止直前は、全線通しの運転が4往復程度あったほか苫小牧・鵡川 - 富内・振内間の区間列車があった。

## 歴史
沿線から産出されるクロム鉱や石炭、森林資源の開発のため、北海道鉱業鉄道が金山線（沼ノ端 - 邊富内）として1922年から翌年にかけて開業したもので、1924年に北海道鉄道（2代）と改称。1943年に同社の札幌線（現在の千歳線）とともに戦時買収され、富内線となった。
その際、日高本線と路線が近接していた沼ノ端 - 豊城間は不要不急線として休止（事実上の廃止）され、豊城 - 鵡川間に新線を建設して日高本線と接続させている。
富内まで開業後、1939年5月から富内以遠の工事が続けられていたが、戦時中の財政難や富内 - 振内間の日振トンネルの難工事（蛇紋岩由来の膨張性地質）によって完成は大きく遅れた。日振トンネルの掘削工事は1941年1月に着工し、1945年1月に中断。終戦直後の1946年1月に再開されたが、GHQの命令によって1948年6月に再度中断、1953年8月から2度目の再開となり、富内 - 日高町間の工事を行った。
富内 - 振内間の開業は1958年、振内 - 日高町間（全線開業）は1964年となった。振内 - 日高町間の総工費は23億円で、1958年8月に着工したが、山岳地帯であることや沙流川の曲折が多いため、鉄橋やトンネル工事で難航した。区間内には当時全道一の高さ40m、延長116mの第3沙流川鉄橋など10カ所の鉄橋（総延長1195m）、6カ所のトンネルがあった。1964年3月に日本鉄道建設公団が発足してからは、同公団が工事を引き継ぎ、A線（地方開発線）の辺富内線として開業設備工事を行った。
鵡川 - 富内間は、改正鉄道敷設法別表第134号に規定する予定線「膽振國鵡川ヨリ石狩國金山ニ至ル鐵道及「ペンケオロロツプナイ」附近ヨリ分岐シテ石狩國登川ニ至ル鐵道」の一部であり、本来、根室本線の金山駅や夕張線登川駅に接続するはずであった。予定線の後段部分の一部は「紅葉山から占冠を経て金山に至る鉄道（紅葉山線）」に変更し、その一部が石勝線（新夕張駅 - 占冠駅）として開業している。富内までは鵡川に沿って開通した区間であるが、そのまま北海道道610号占冠穂別線に沿って鵡川をさかのぼると清風山信号場で石勝線とぶつかり、ニニウを経て占冠へとたどり着く。占冠から金山へは国道237号が通じている。この、富内からそのまま鵡川沿いに北上し、占冠を通って金山に至るという経路が予定線の最初の計画だった。
富内 - 日高町間については、同法別表第142号の2に規定する予定線「十勝國御影附近ヨリ日高國右左府ヲ經テ膽振國邊富内ニ至ル鐵道」の一部として開業し、残りの区間については、「新得より占冠を経て日高町に至る鉄道（狩勝線）」に変更され、その一部が石勝線（占冠駅 - 上落合信号場）として開業している。富内線は富内から南に進路を変え、日振トンネルを抜けて幌毛志からは再び北東に進路を戻し、沙流川と国道237号に沿って日高町へ向かう経路をとった。なお、そのまま国道237号を進むと占冠に至る。
全線開業後、沿線地域の過疎化が進んで利用客が減少し、1979年度の営業係数は1350、輸送密度は372人となった。1984年6月22日に第2次特定地方交通線として廃止承認された。1985年度の営業係数は2192で全国ワースト5位、赤字額は15億9400万円だった。
1985年6月14日に第1回国鉄富内線特定地方交通線対策協議会が開かれ、沿線自治体は廃止反対の姿勢を示したが、1986年1月20日の「国鉄富内線存続日高町推進委員会」で第3セクターによる経営は困難であること（年間約5億円の赤字が予想された）、他の第2次特定地方交通線でバス転換の動きが進んでいることから、バス転換やむなしとの意思統一がされ、沿線4町で構成する「国鉄富内線存続対策沿線協議会」の総会でも同様の意思決定がされたため、1986年2月19日の第4回協議会でバス転換を正式決定し、1986年11月1日に全線が廃止された。1986年度の営業係数は1635で全国ワースト6位、赤字額は9億2200万円だった。

### 年表
- 1922年（大正11年）7月24日：北海道鉱業鉄道が沼ノ端 - 生鼈（いくべつ、後の旭岡）間を金山線として開業。ニナルカ駅・上厚真駅・上鵡川駅・萠別駅・生鼈駅を新設[13]。
- 1923年（大正12年）
  - 6月12日：生鼈 - 似湾（後の栄）間を延伸開業。芭呂沢駅・似湾駅を新設[14]。
  - 11月11日：似湾 - 邊富内（後の富内）間を延伸開業。杵臼駅・穂別駅・邊富内駅[15]・入鹿別駅[16]を新設。
- 1924年（大正13年）
  - 3月3日：北海道鉱業鉄道が北海道鉄道に社名を変更。
  - 6月10日：（貨）深牛駅を新設。
- 1925年（大正14年）7月1日：上勇払駅を新設。
- 1926年（大正15年）5月12日：上勇払駅を北松田駅に改称。
- 1927年（昭和2年）9月8日：木金似駅を新設。
- 1931年（昭和6年）5月31日：木金似駅を廃止。
- 1943年（昭和18年）
  - 8月1日：北海道鉄道を買収し国有化。沼ノ端 - 富内間（66.0km）に線路名称を制定し、富内線とする[17]。上鵡川駅を豊城駅に、萠別駅を春日駅に、生鼈駅を旭岡駅に、似湾駅を栄駅に、杵臼駅を豊田駅に、邊富内駅を富内駅に、上勇払駅を北松田駅に、ニナルカ駅を静川駅に改称。芭呂沢駅・深牛駅を廃止。
  - 11月1日：鵡川 - 豊城間（3.6km）の連絡線を開業[18]。沼ノ端 - 豊城間（24.1km）を休止し[19]、富内線を鵡川 - 富内（45.5km）と改める。北松田駅・静川駅・上厚真駅・入鹿別駅を休止。
- 1944年（昭和19年）2月25日：省営自動車千栄線（富内-千栄間）貨物運輸営業開始[20]
- 1958年（昭和33年）11月15日：富内 - 振内間（12.9km）を延伸開業[21]。幌毛志駅・振内駅を新設。
- 1964年（昭和39年）11月5日：振内 - 日高町間（24.1km）を延伸開業し、全通。仁世宇駅・岩知志駅・日高岩内駅・日高三岡駅・日高町駅を新設[8]。
- 1982年（昭和57年）11月15日：全線（82.5km）の貨物営業を廃止[22]。
- 1984年（昭和59年）6月22日：第2次特定地方交通線として、廃止承認。
- 1986年（昭和61年）11月1日：全線（82.5km）を廃止し[23]、道南バスのバス路線に転換[24]。

## 駅一覧及び接続路線
- 全駅北海道に所在。
- 駅・事業者・所在地などの名称は廃止時点のもの。
- 括弧書きの駅名は、1943年8月の買収時に改称または廃止された駅の旧称

| 駅名               | 駅間キロ | 営業キロ | 接続路線               | 所在地                       | 所在地 |
| ------------------ | -------- | -------- | ---------------------- | ---------------------------- | ------ |
| 鵡川駅             | -        | 0.0      | 日本国有鉄道：日高本線 | 勇払郡鵡川町（現・むかわ町） |        |
| 豊城駅（上鵡川駅） | 3.6      | 3.6      |                        | 勇払郡鵡川町（現・むかわ町） |        |
| 春日駅（萠別駅）   | 4.2      | 7.8      |                        | 勇払郡鵡川町（現・むかわ町） |        |
| 芭呂沢駅           | 5.3      | 13.1     |                        | 勇払郡鵡川町（現・むかわ町） |        |
| 旭岡駅（生鼈駅）   | 2.7      | 15.8     |                        | 勇払郡鵡川町（現・むかわ町） |        |
| 栄駅（似湾駅）     | 6.6      | 22.4     |                        | 勇払郡穂別町（現・むかわ町） |        |
| 豊田駅（杵臼駅）   | 8.6      | 31.0     |                        | 勇払郡穂別町（現・むかわ町） |        |
| 穂別駅             | 6.3      | 37.3     |                        | 勇払郡穂別町（現・むかわ町） |        |
| （貨）深牛駅       | 5.1      | 42.4     |                        | 勇払郡穂別町（現・むかわ町） |        |
| 富内駅（邊富内駅） | 3.1      | 45.5     |                        | 勇払郡穂別町（現・むかわ町） |        |
| 幌毛志駅           | 9.5      | 55.0     |                        | 沙流郡平取町                 |        |
| 振内駅             | 3.4      | 58.4     |                        | 沙流郡平取町                 |        |
| 仁世宇駅           | 2.8      | 61.2     |                        | 沙流郡平取町                 |        |
| 岩知志駅           | 7.4      | 68.6     |                        | 沙流郡平取町                 |        |
| 日高岩内駅         | 4.8      | 73.4     |                        | 沙流郡日高町                 |        |
| 日高三岡駅         | 4.7      | 78.1     |                        | 沙流郡日高町                 |        |
| 日高町駅           | 4.4      | 82.5     |                        | 沙流郡日高町                 |        |

### 1943年廃止区間
| 駅名                 | 駅間キロ | 営業キロ | 接続路線                             | 所在地                         |
| -------------------- | -------- | -------- | ------------------------------------ | ------------------------------ |
| 沼ノ端駅             | -        | 0.0      | 国有鉄道線（当時）：室蘭本線・千歳線 | 勇払郡苫小牧町（現・苫小牧市） |
| 北松田駅（上勇払駅） | 4.8      | 4.8      |                                      | 勇払郡苫小牧町（現・苫小牧市） |
| 静川駅（ニナルカ駅） | 4.0      | 8.8      |                                      | 勇払郡苫小牧町（現・苫小牧市） |
| 上厚真駅             | 4.9      | 13.7     |                                      | 勇払郡厚真村（現・厚真町）     |
| 入鹿別駅             | 6.0      | 19.7     |                                      | 勇払郡鵡川村（現・むかわ町）   |
| 豊城駅               | 4.4      | 24.1     |                                      | 勇払郡鵡川村（現・むかわ町）   |

## 廃止後の状況
廃止後は道南バスが鉄道代替路線の運行を開始した。また、穂別 - 千歳空港（当時。後に新千歳空港に移行）を結ぶ路線も転換交付金の対象となり、代替路線として開業した。しかしながら、2002年10月に富内・安住 - 日高町間の路線が廃止され、元の鉄道路線に沿うルートが分断された。また、2012年10月には穂別 - 富内・安住間も全便予約制（むかわ町運行）となった。振内・日高町方面への路線は国道237号を通り、平取または富川で他路線に接続する形で運行されている。
代替となる路線
- 鵡川駅前 - 穂別出張所
  - 2007年10月1日より、むかわ町営バスが一律200円になったのに合わせ、距離にかかわらず1乗車の最大運賃が200円となっている。

- 穂別出張所 - 富内・安住（予約制）
- 新千歳空港 - 穂別出張所（予約制）
- （苫小牧駅前 - ）富川高校前 - 平取 - 振内案内所 - 日高ターミナル

富内駅は駅舎や駅構内のホーム、線路等の施設が保存されており、国の登録有形文化財となっている。また、振内駅跡地には振内鉄道記念館が設置され関係資料が展示されている他、ホームや線路が残っており、D51形蒸気機関車や客車が展示されている。